# Degradace půd
Degradace půd je proces, při kterém dochází ke snížení úrodnosti, využitelnosti půdy a snižují se její ekologické funkce.

## Procesy, které přispívají k degradaci půd
- zhutňování neboli utužování půd – je způsobeno opakovaným zpracování půdy ve stejné hloubce a množstvím přejezdů těžkou zemědělskou technikou po povrchu půdy, které vede ke snížení pórovitosti a propustnosti půdy.
- eroze – je jev, při kterém dochází k rozrušení půdy vodou, větrem, sněhem. Je zapříčiněna odlesněním krajiny, nadměrnou pastvou a nevhodnými zemědělskými postupy.
- chemická degradace – zahrnuje procesy, kterými půda ztrácí obsah humusu, vrstvu živin a není schopna zadržet živiny.
  - nadměrné hnojení – popřípadě opakované hnojení spojené s pěstováním stejného druhu plodin na témže poli bez obměňování či nechávání pole čas od času ladem.
- zasolování – vzniká při zavlažování zemědělsky využívaných ploch vodou, která má vysoký obsah rozpuštěných látek. Voda se ze zavlažovaných oblastí odpařuje, ale soli a jiné látky zůstávají, což způsobuje zasolování půd.
- kontaminace – cizorodými chemickými látkami nebo odpady
- desertifikace, kyselý déšť – přírodního i antropogenního původu

Degradace půdy a možná řešení
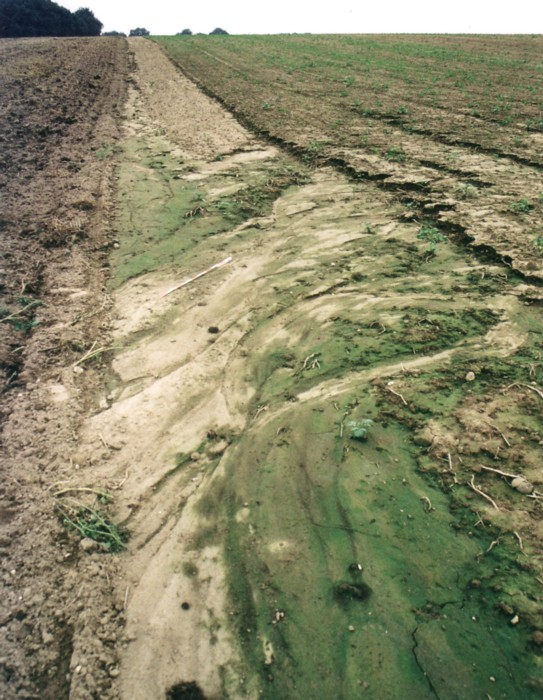
Intenzivní zpracování půdy způsobuje degradaci půdy
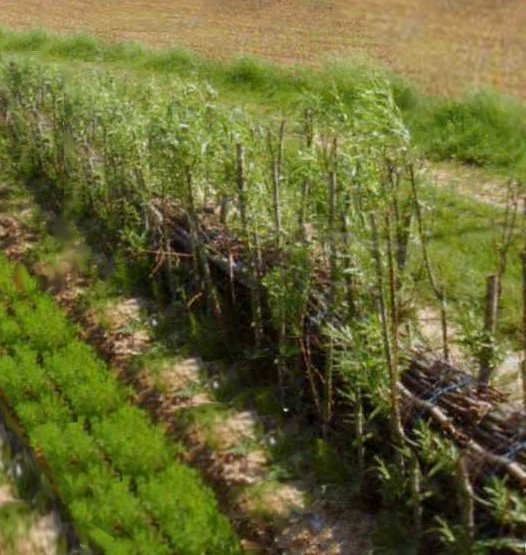
Živý plot z vrb zabraňující odtoku a erozi
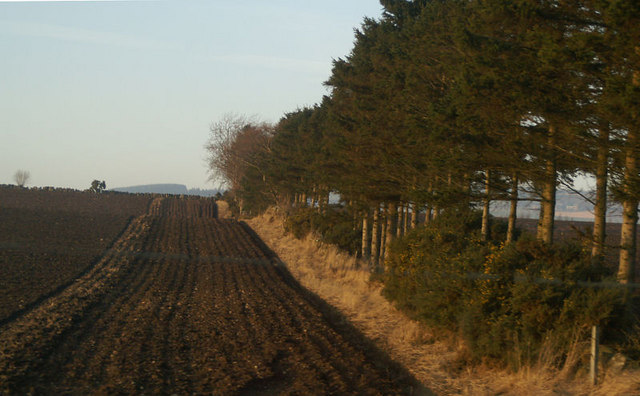
Remízek sloužící jako větrolam zároveň zpevňuje svah
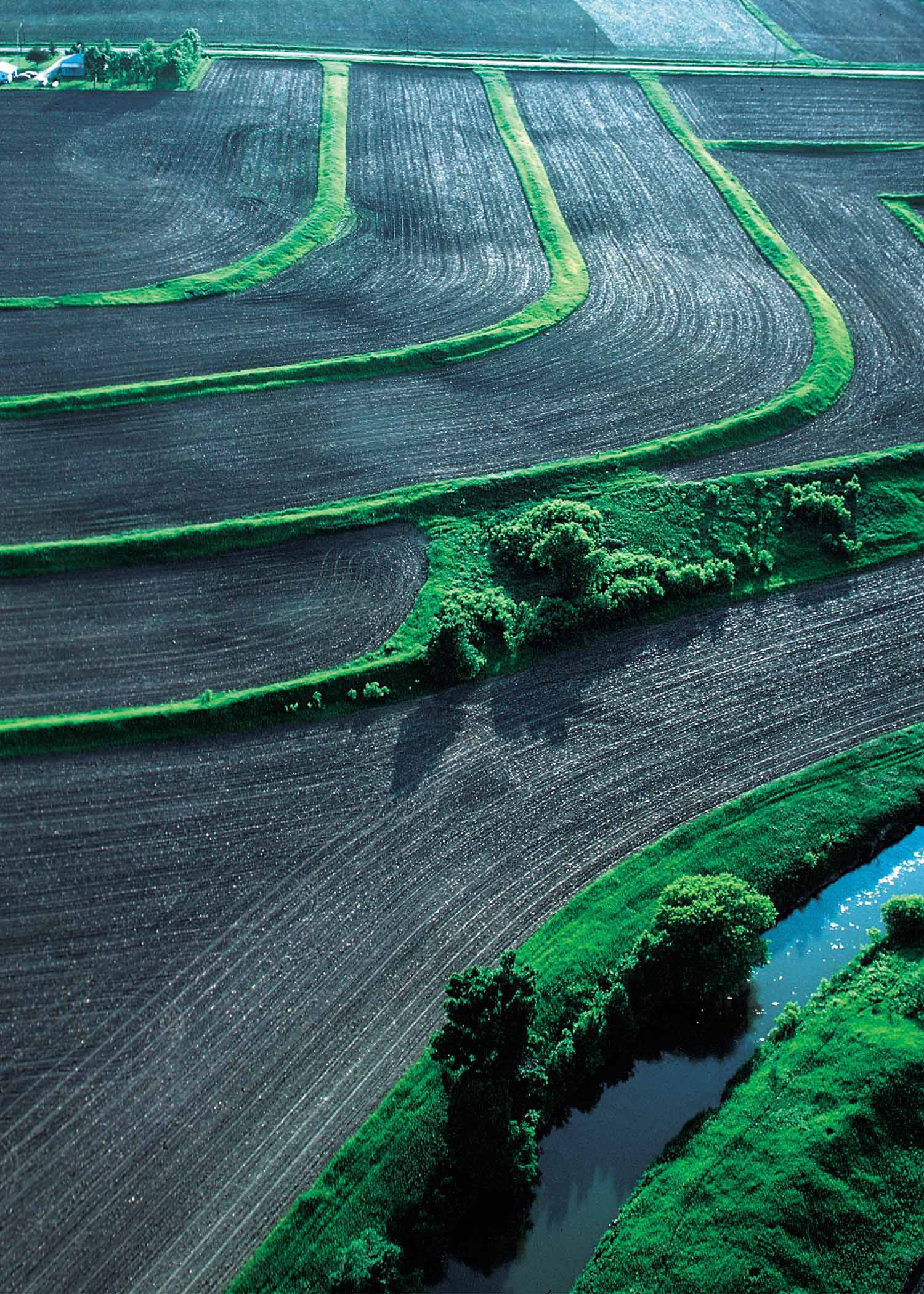
Terasy jsou tradiční metoda zabraňující odtoku půdy